# Festival Maré de Agosto

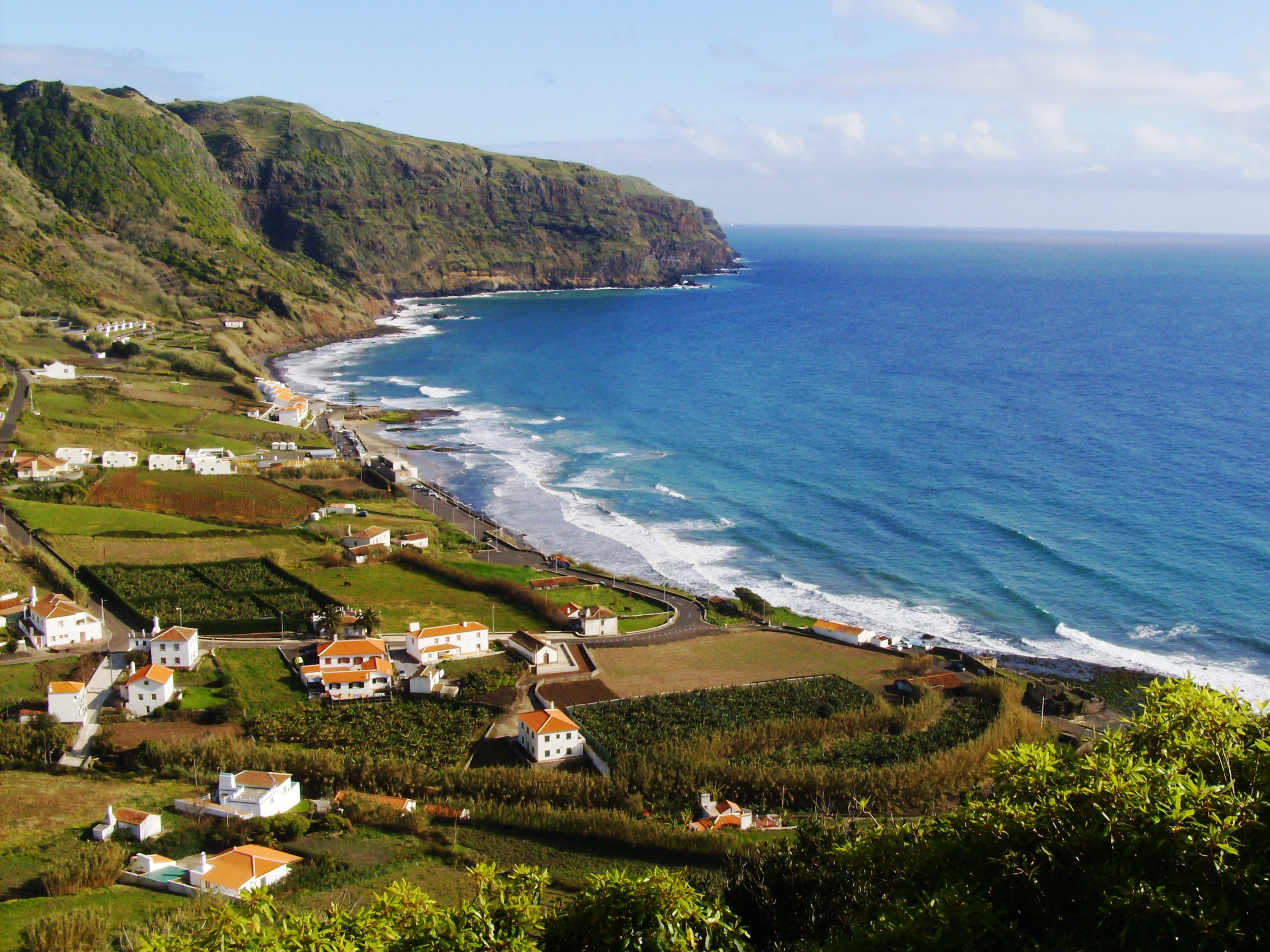
Praia Formosa, palco do festival anual.

O Festival Maré de Agosto é um evento musical que tem lugar anualmente na praia Formosa, freguesia da Almagreira, concelho da Vila do Porto, na ilha de Santa Maria, nos Açores. Sendo o festival mais antigo do país sem interrupções.

## História
A Associação Cultural Maré de Agosto constituiu-se formalmente em 1987 mas, resultou de uma “noite mágica” em 1984 que, inadvertidamente, seria a primeira de muitas marés.
Efectivamente, o festival teve a sua origem, quando um grupo de artistas Açorianos resolveu promover um encontro de músicos na ilha.
Daí até à concretização da ideia foi um passo, feitos os contactos, eis que se juntam alguns dos mais representativos músicos dos Açores na pequena ilha de Santa Maria. A iniciativa agradou de tal forma a todos, que a decisão de continuar com o evento foi natural merecendo desde logo o consenso de todos os intervenientes.
As primeiras edições realizaram-se em vários palcos espalhados pela ilha; na Praia Formosa, na então denominada "Pousada da Praia" (actual Paquete), Discoteca Chaminé, na Piscina do Aeroporto. Estes foram os palcos principais em 1984 e 1985. Posteriormente, foi também utilizado o já demolido Ginásio do Aeroporto.   A ideia cresceu e a partir de 1986 estipulou-se um local definitivo onde se pudessem reunir outras condições para a realização da festa. O festival ficou assim sedeado na Baia da Praia Formosa a escassos 20 metros do mar, cenário considerado por muitos de "mágico".
  Neste mesmo ano surgiu também outra inovação. A vontade de aprender, trocar experiências e conviver falava mais alto, e foi assim, que se começou a trazer a Santa Maria grupos oriundos de outras paragens. Continente Português, Estados Unidos, Africa, Brasil etc.
  Com um crescimento tão rápido e com uma ambição enorme, havia que oficializar o evento. Surge assim, oficialmente em 1987, a A.C.M.A. - Associação Cultural Maré de Agosto.
  É sua principal actividade a realização anual do Festival internacional de música Maré de Agosto. Contudo, a sua actividade não se resume à organização desse festival, realizando também, vários eventos em quase todas as áreas das Artes (workshops, teatro, artes plásticas, fotografia, etc).
  A Associação assume-se como um dos mais importantes pólos dinamizadores da acção cultural e lúdica, numa pequena ilha de menos de 5000 habitantes, e como uma referência indesmentível no panorama cultural açoriano. Do mesmo modo, essa actividade tem constituído um enorme contributo para a dinamização económica da ilha de Santa Maria, nomeadamente no sector turístico.
É sem dúvida, pouco vulgar um Festival de Música conseguir esta longevidade de edições anuais ininterruptas. Esse facto toma-se ainda mais raro quando esse Festival se realiza numa pequena ilha no meio do Atlântico Norte e assume maior relevância pelo generalizado reconhecimento da sua qualidade.
Um acontecimento lúdico e cultural que já levou a Santa Maria mais de 200 espectáculos, proporcionados por mais de 150 grupos diferentes e cerca de 1000 músicos. Entre eles, nomes destacados do panorama musical, nacional e internacional, representativos das mais diversas correntes estéticas:
- Tânia Maria
- Extreme
- Rui Veloso
- Madredeus
- Trovante
- Sérgio Godinho
- Carlos do Carmo
- Trevor Watts
- José Mário Branco Fausto
- Carlos Paredes
- GNR
- Xutos & Pontapés
- Resentidos
- Ivan Lins
- Rão KyaoMariza
- Júlio Pereira
- Maria João
- Mário Laginha
- Martinho da Vila
- Zizi Possi
- Waldemar Bastos
- Gabriel o Pensador
- James Cotton
- Omar Sosa
- Dave Murray
- Eric Sardinas
- John Lee Hooker Jr.
- Celtas Cortos
- Kíla
- Anthony Gomes
- Trio Mocotó
- The Skatalites
- Angélique Kidjo
- Fanfare Ciocarlia
- Stanley Jordan
- Oumou Sangaré
- Charlie Winston
- Asian Dub Foundation
- Lenine
- Ana Moura
- Mariza

Estes são apenas alguns dos que figuram nessa "galeria de notáveis".
Muitos outros, porventura menos divulgados, têm regularmente assumido o papel de agradáveis surpresas deste certame musical. É indesmentível que a todos eles se deve uma boa parte do sucesso da Maré de Agosto.